# Dobrovolný svazek obcí Mikroregion Stráně
Dobrovolný svazek obcí Mikroregion Stráně je svazek obcí (dle § 49 zákona č.128/2000 Sb. o obcích) v okresu Náchod, jeho sídlem jsou Hořičky a jeho cílem je koordinování celkového rozvoje území mikroregionu na základě společné strategie, přímé provádění společných investičních akcí, společná propagace mikroregionu v cestovním ruchu. Sdružuje celkem 7 obcí a byl založen v roce 2000.

## Obce sdružené v mikroregionu
- Brzice
- Hořičky
- Chvalkovice
- Lhota pod Hořičkami
- Litoboř
- Velký Třebešov
- Vestec